# オイフェ
オイフェ（Aife）は、ケルト神話の女神。同時に魔法戦士である。アイフェ、イーフェとも。『エウェルへの求婚(Tochmarc Emire)』及び『オイフェの一人息子の最期(Aided Óenfhir Aífe)』に関係する。名前の意味は「美女」。『リルの子供たち』に登場する赤毛のボーヴの次女とは同名の別人。
オイフェとスカアハは、両者共に影の国において最強の女戦士。『オイフェの一人息子の最期』においてオイフェはスカアハの姉妹であるとされている。
長きにわたってクー・フーリンの師であるスカアハと争っており、ある戦いでクー・フーリンに6人の勇士を倒され、劣勢となったオイフェはクー・フーリンに一騎討ちを申し込む。クーフーリンはスカアハからオイフェの大事な物（二頭の馬と戦車とその御者）を聞いていたので、それらが谷に落ちたとうそぶき、相手が気を取られた隙に胸に槍を突きつけ降参させる。負けたオイフェは助命を請い、休戦することとなった。この時、クー・フーリンに自分の子を産むように求められた。
その後生まれた子供はコンラと名付けられ、戦士として育てられたが、父に会いに行くためにアルスターに上陸し悲劇的な最期を迎えることになる。

## 注
1. ↑  リース 2001, p. 641.